# Rumboldswyke
Rumboldswyke var en civil parish fram till 1896 då den blev en del av Chichester, i grevskapet Sussex (nu West Sussex), i England. Denna civil parish hade 1 497 invånare år 1891. Byn nämndes i Domedagsboken (Domesday Book) år 1086, och kallades då Wiche.